# Integrirana avtobusna linija št. 53 (Ljubljana)
Integrirana avtobusna linija številka 53 Polhov Gradec – Suhi Dol je ena izmed 33 avtobusnih linij javnega mestnega prometa v Občini Dobrova-Polhov Gradec. Avtobusi so po njej kot integrirani liniji prvič zapeljali 4. marca 2013. 
Linija poteka med Polhovim Gradcem in Ljubljanico po dolini Male vode, nato pa po delu regionalne ceste Gorenja vas - Horjul.

## Zgodovina
Avtobusno povezavo z zaselki jugozahodno od Polhovega Gradca oz. severozahodno od Horjula je povezala medkrajevna avtobusna proga Lučine - Polhov Gradec - Ljubljana. Ljudje so v petdesetih letih 20. stoletja postopno pričeli opuščati delo na kmetijah in hodili na delo v mestne tovarne. Prebivalci zaselkov, mimo katerih je potekala trasa proge, so bili večinoma zaposleni v Ljubljani, prav tako so v prestolnico na šolanje odhajali tudi dijaki. Zato je bil temu prilagojen tudi vozni redi. Prvi in edini odhod z Lučin proti Ljubljani je bil zato desetletja ob 4.25, iz Ljubljane pa se je avtobus vračal ob 14.40. Odsek ceste med Suhim Dolom in Polhovim Gradcem je bil makadamski in mestoma ozek.
Cesto so po dolgoletnih željah krajanov pričeli postopno asfaltirati, prvi odsek do Briš je bil tako urejen šele leta 1989, ostali del pa so v celoti uredili šele dobro desetletje kasneje.  
Vozni red se dolgo ni spremenil, zato je počasi zaradi zamika delovnega časa postal povsem neustrezen za večino potnikov (avtobus je zjutraj in popoldne odpeljal prezgodaj). Le-ti so raje uporabljali osebni prevoz, saj je bilo gorivo tedaj sorazmerno poceni, avtomobili pa cenovno dostopni, zato je po letu 1992 pričelo upadati število potnikov. Tako je bila najprej ukinjena sobotna vožnja avtobusa na tej progi. Spremembe občinskih meja so povzročile, da so leta 1996 progo z Lučin v Občini Gorenja vas - Poljane skrajšali za tri kilometre do Suhega Dola v Občini Dobrova - Polhov Gradec (opuščeni sta bili vmesni postajališči Lučine Dolge Njive in Suhi Dol/Planino). Odhod z nove začetne postaje je bil zato bo 4.37, odhod iz Ljubljane pa je ostal nespremenjen.
Leta 2000 so zaradi podvajanja prog s Horjula in Šentjošta prestavili trase vseh prog s polhograjskega območja, torej tudi s Suhega Dola preko Podsmreke. 
V taki obliki je medkrajevna proga obratovala do leta 2008, ko so jo zaradi uporabe predvsem šolarjev skrajšali do Polhovega Gradca in prilagodili vozni red, ki je tam omogočal prestop na avtobus, ki je peljal proti prestolnici. Odhod s prestopom iz glavnega mesta pa je bil zamaknjen za dobro uro, proga pa je obratovala le v času šolskega pouka. V taki obliki je linija obratovala do marca 2013, ko je bila integrirana v sistem linij javnega potniškega prometa. S tem korakom se je cena vozovnic znižala, pristojni pa upajo, da bo zaradi tega vedno več ljudi ponovno pričelo uporabljati javni prevoz. Povečala naj bi se tudi pretočnost prometa na mestnih vpadnicah in zmanjšale emisije škodljivih delcev v ozračju. Delno je bil spremenjen vozni red, trasa linije pa ponovno vrnjena preko Kozarij, v centru mesta pa je bila trasa s Bleiweisove in Tivolske preusmerjena na Aškerčevo in Slovensko cesto.

## Režim obratovanja
Linija 53 obratuje od ponedeljka do petka v času šolskega pouka med 5.45 in 16.21. Ob sobotah, nedeljah in praznikih ter šolskih počitnicah avtobus na liniji ne vozi. Poleg osnovne linije obstaja različica, ki obratuje iz Ljubljane do Polhovega Gradca kot linija 51 na relaciji:
- Ljubljana – Dobrova – Polhov Gradec – Suhi Dol (1x dnevno).

### Preglednica časovnih presledkov v minutah
delavnik
| ura           | 1.9. - 30.6. | 1.7. - 31.8. |
| ------------- | ------------ | ------------ |
| 5.45 - 7.25   | 100          | -            |
| 7.20 - 13.10  | -            | -            |
| 13.10 - 14.20 | 70           | -            |
| 14.20 - 15.45 | 120          | -            |